# Thorstein Kråkenes
Thorstein Kråkenes (3 de abril de 1924-17 de septiembre de 2005) fue un deportista noruego que compitió en remo. Fue hermano del también remero Harald Kråkenes.
Participó en dos Juegos Olímpicos de Verano en los años 1948 y 1952, obteniendo una medalla de bronce en Londres 1948 en la prueba de ocho con timonel. Ganó una medalla de bronce en el Campeonato Europeo de Remo de 1949.

## Palmarés internacional
| Juegos Olímpicos   | Juegos Olímpicos         | Juegos Olímpicos  | Juegos Olímpicos   |
| Año                | Lugar                    | Medalla           | Prueba             |
| ------------------ | ------------------------ | ----------------- | ------------------ |
| 1948               | Londres (Reino Unido)    | Medalla de bronce | Ocho con timonel   |
| Campeonato Europeo |                          |                   |                    |
| Año                | Lugar                    | Medalla           | Prueba             |
| 1949               | Ámsterdam (Países Bajos) | Medalla de bronce | Cuatro sin timonel |